# Streptomicin
Streptomicín je antibiotik, ki so ga prvič izolirali iz bakterije Streptomyces griseus. Ta vrsta bakterij živi v zemlji in izloča snovi, s katerimi se bori proti drugim mikroorganizmom. Izolirani antibiotik so prvič preizkusili leta 1947 in ugotovili, da zavira rast bakterij, ki povzročajo tuberkulozo.
Streptomicin je bil prvi odkriti aminoglikozidni antibiotik, hkrati s še nekaterimi drugimi antibiotiki pa ga za zdravljenje tuberkuloze v obliki sulfata uporabljajo še danes. Čeprav je učinkovit proti gramnegativnim in grampozitivnim bakterijam, ima neprijetne stranske učinke, zato ga uporabljajo samo v nujnih primerih.
Deluje tako, da zavira sintezo proteinov, hkrati pa deluje tudi na bakterijske membrane. Ni ga moč dajati oralno, pač pa z intramuskularnim injiciranjem.
Streptomicin je 19. oktobra 1943 kot prvi izoliral Albert Schatz, podiplomski študent z ameriške Rutgers University. Skladno z akademsko tradicijo pa so odkritje pripisali njegovemu mentorju, profesorju Waksmanu, ki je za to leta 1952 prejel Nobelovo nagrado za fiziologijo ali medicino. Shatzu so po dolgoletnih prizadevanjih priznali soavtorstvo pri odkritju in mu leta 1994 podelili Rutgersovo medaljo, v strokovnih krogih pa ostajajo mnenja o zaslugah deljena.